# Coppa di Germania di hockey su pista femminile
La Coppa di Germania di hockey su pista femminile (te.: Deutsche Pokalsieger Damen) è il secondo torneo in ordine di importanza dopo il Campionato tedesco di hockey su pista femminile istituito ed organizzato dalla Federazione di pattinaggio della Germania.

## Statistiche

### Albo d'oro
| Edizione | Vincitore              | Andata                 | Ritorno                | Finalista              |                        |
| -------- | ---------------------- | ---------------------- | ---------------------- | ---------------------- | ---------------------- |
| 1994     | SCC Eldagsen           |                        |                        |                        |                        |
| 1995     | SCC Eldagsen           |                        |                        |                        |                        |
| 1996     | Cronenberg             |                        |                        |                        |                        |
| 1997     | Cronenberg             |                        |                        |                        |                        |
| 1998     | Bison Calenberg        |                        |                        |                        |                        |
| 1999     | Bison Calenberg        |                        |                        |                        |                        |
| 2000     | Cronenberg             |                        |                        |                        |                        |
| 2001     | Düsseldorf Nord        |                        |                        |                        |                        |
| 2002     | Cronenberg             |                        |                        |                        |                        |
| 2003     | Düsseldorf Nord        |                        |                        |                        |                        |
| 2004     | Edizione non disputata | Edizione non disputata | Edizione non disputata | Edizione non disputata | Edizione non disputata |
| 2005     | Cronenberg             |                        |                        |                        |                        |
| 2006     | Germania Herringen     |                        |                        |                        |                        |
| 2007     | Cronenberg             |                        |                        |                        |                        |
| 2008     | Cronenberg             |                        |                        |                        |                        |
| 2009     | Düsseldorf Nord        |                        |                        |                        |                        |
| 2010     | Cronenberg             |                        |                        |                        |                        |
| 2011     | Cronenberg             |                        |                        |                        |                        |
| 2012     | Iserlohn               |                        |                        |                        |                        |
| 2013     | Düsseldorf Nord        |                        |                        |                        |                        |
| 2014     | Iserlohn               |                        |                        |                        |                        |
| 2015     | Iserlohn               |                        |                        |                        |                        |

### Riepilogo vittorie per squadra
| Numero | Club               | Anni                                                 |
| ------ | ------------------ | ---------------------------------------------------- |
| 9      | Cronenberg         | 1996, 1997, 2000, 2002, 2005, 2007, 2008, 2010, 2011 |
| 4      | Düsseldorf Nord    | 2001, 2003, 2009, 2013                               |
| 3      | Iserlohn           | 2012, 2014, 2015                                     |
| 2      | Bison Calenberg    | 1998, 1999                                           |
| 2      | SCC Eldagsen       | 1994, 1995                                           |
| 1      | Germania Herringen | 2006                                                 |